# 日時計 (曲)
『日時計』（ひどけい）は、中村雅俊の楽曲で10枚目シングル。日本コロムビアから1979年6月1日に発売された。

## 概要
日本テレビ系「ゆうひが丘の総理大臣」挿入歌として歌われた。

## 収録曲

### A面
1. 日時計（3:44）
  - 作詞・作曲：呉田軽穂、編曲：松任谷正隆
  - 日本テレビ系「ゆうひが丘の総理大臣」挿入歌

### B面
1. 優しさの街角（4:34）
  - 作詞・作曲：尾崎亜美、編曲：松任谷正隆
  - 日本テレビ系「ゆうひが丘の総理大臣」挿入歌